# 小林和平
小林 和平（こばやし わへい、明治14年（1881年）7月13日 - 昭和41年（1966年）3月8日）は、日本の石工。昭和初期から戦後にかけて福島県内で活躍した。師匠である小松寅吉の技術を受け継ぎ、狛犬（獅子像）彫刻を芸術として開花させた名工として知られている。

## 経歴

### 出生、弟子入り
1881年（明治14年）7月13日、福島県石川郡石川町沢井に、小林悟三郎・クラの次男として生まれた。次男だったため、十代前半で、近隣である浅川町福貴作で石工をしていた小松寅吉に弟子入り。寅吉の厳しい指導の下、石工としての技術を身につけていった。

### 子の死去
石工修業の年季が明けぬ二十代前半で、和平は年上の小林ナカ（東白川郡社川村大字一色小林多三郎の二女）と恋仲になり、1905年（明治38年）には長男重利が生まれた。しかし、独立していない和平は結婚を許されず、やむなく「未婚の父」となった。1907年（明治40年）7月19日、長男重利が2歳で死去。翌1908年（明治41年）、ようやくナカを妻として迎えることが許された。
1909年（明治42年）、年季明けして独立。このとき和平は27歳、師匠の寅吉は65歳だった。時を同じくして次男正が誕生するが、生後すぐに死去。和平は相次いで息子を赤ん坊のうちに失った。
1912年（明治45年）、長女登美子誕生。このとき和平は30歳。しかし、その長女も、1927年（昭和2年）4月22日、石川高等女学校在学中に死去。和平は先立たれた二人の息子の分まで可愛がっていた娘まで失った。このとき和平45歳。
1929年（昭和4年）、妻・ナカの姪リンと夫・實との間に長男・登が誕生。和平は實を養子として、孫にあたる登に石工を継がせることに夢をつないだ。登は弟とともにその後、和平に師事し、石工を継いだ。

### 死後の顕彰
2016年（平成28年）5月8日、石都々古和気神社の狛犬が石川町指定文化財に指定された。2024年（令和6年）11月から2025年（令和7年）1月にかけて、石川町立歴史民俗資料館イシニクルで「"名工" 寅吉・和平は斯く生まれた!」が開催された。

### 年表
- 1881年（明治14年）7月13日 - 石川町沢井に、小林悟三郎・クラの次男として生まれる。
- 1893年（明治26年）頃 - 小松寅吉布孝（のぶたか）に弟子入り。当時、寅吉は48歳前後。和平は12～13歳。
- 1905年（明治38年） - 長男重利誕生。しかし年季明けしていないため結婚は許されなかった。和平24歳。
- 1907年（明治40年）7月19日 - 長男重利死去（行年2歳）。
- 1908年（明治41年） - 東白川郡社川村大字一色小林多三郎の二女・ナカを妻として迎える。和平26歳。
- 1909年（明治42年） - 年季明け。次男正誕生、生後すぐに死去。和平27歳。
- 1912年（明治45年） - 長女登美子誕生。和平30歳。
- 1915年（大正4年）2月22日 - 師匠・小松寅吉布孝没（行年71歳）。
- 1927年（昭和2年）4月22日 - 長女登美子、石川高等女学校在学中に死去（行年15歳）。和平45歳。
- 1929年（昭和4年） - 養子實とその妻リン（ナカの姪）の間に長男登誕生。登は後に和平に師事し、石工を継ぐ。
- 1955年（昭和30年）5月18日 - 妻小林ナカ死去（行年77歳）。和平73歳。
- 1960年（昭和35年）1月29日 - 後妻小林ハル死去（行年66歳）。和平78歳。
- 1966年（昭和41年）3月8日 - 死去（満84歳）。

## 作風

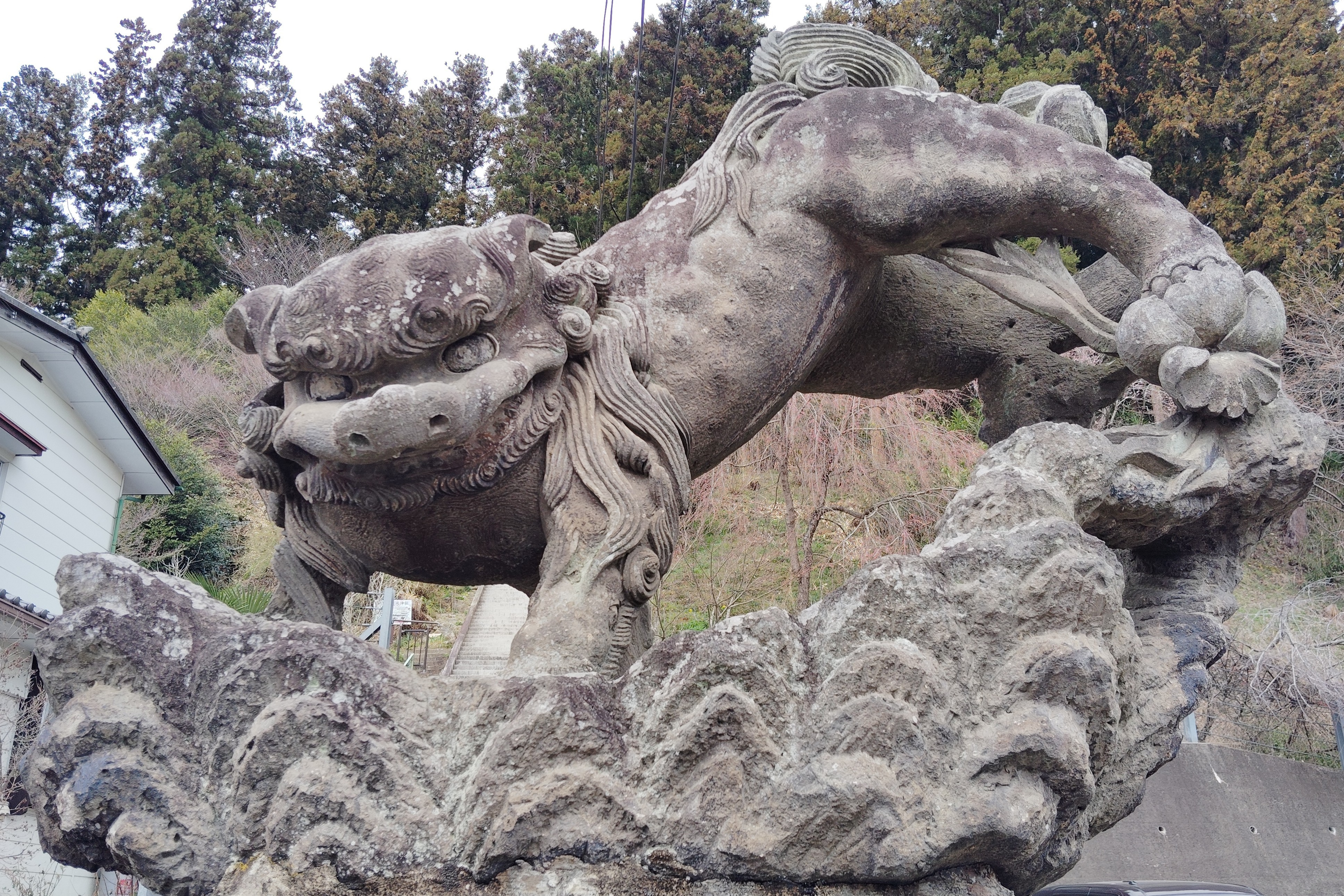
石都々古和気神社の狛犬

和平の作品に対する評価は狛犬に集中している。観音像、地蔵像、大黒像、依頼者の肖像石像なども彫っているが、「和平ファン」のほとんどは狛犬像のファンである。交通の便が決してよくない石川町や古殿町に、全国各地から狛犬を見にやってくるファンが後を絶たない。その魅力はやはり、卓越した技術だけでなく、和平狛犬が持つ独特のメルヘン性であろう。愛らしいとも言える表情、生き生きとした子獅子たちの姿は、他の狛犬像にはないものである。
特に、1930年（昭和5年）から1934年（昭和9年）にかけて彫られた狛犬に傑作が集中している。中でも、1930年（昭和5年）の石都々古和気神社の親子獅子（石川町）、1932年（昭和7年）の古殿八幡神社の獅子（古殿町）、1934年（昭和9年）の鐘鋳神社の獅子（棚倉町）の獅子は、「和平狛犬3大名品」として人気が高い。

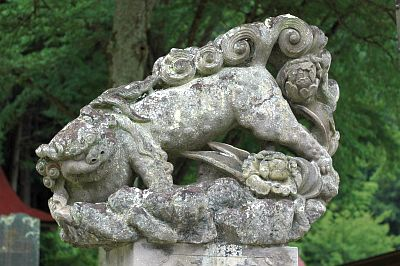
古殿八幡神社の狛犬（1932年）
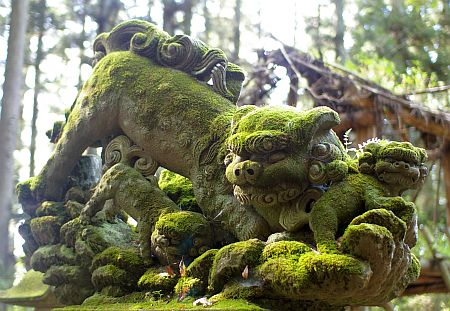
鐘鋳神社の狛犬（1934年）

## エピソード

### 3匹の子獅子

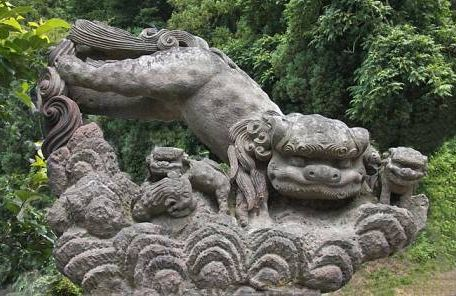
3匹の小獅子を抱える石都々古和気神社の狛犬

石都都古和気神社参道口にある飛翔獅子像は、和平の石工人生を変えた作品と言える。この年は、和平が長女・登美子（当時15歳）を失った2年後にあたる。
吽像には乳首がしっかりとあり、雌であることが分かるが、その母獅子に寄り添う3匹の子獅子は、決して「オマケ」ではなく、親獅子同様に丹念に彫り込まれている。よく見ると、母獅子の乳首の下でじゃれ合う子獅子2匹より、母親の顔の横にいる子獅子が少しだけ大きい。じゃれ合う2匹の子獅子は、まだ赤ん坊のときに先立ってしまった息子二人、母獅子の顔の横にいる少し大きな子獅子は高等女学校にまで進みながら死に別れた長女を思い、彫り上げたことは容易に想像できる。3匹の子獅子に込めた和平の想いの強さが、この像を見るために遠路はるばる訪れた者の心を打つ。

### 師匠・寅吉との確執と師弟愛
和平が師匠・小松寅吉を尊敬していたことは、周囲の者たちに常々「師匠は奥州一の石工だ」と言っていたことからもうかがえるが、同時に、独立後は弟子たちに「人間、本当の苦労、辛さは、他人の家の飯を食わないと分からない」と何度も言っている。寅吉の下での住み込み修業時代がいかに辛いものだったかを想像させるエピソードである。
姉さん女房のナカとの間に生まれた長男を、年季が明けてないがために結婚を許されないまま死なせたことも大きな傷になっていたであろうし、自分より技量が下だと思っていた寅吉の息子・亀之助が「布行」という名前をもらい、親方と連名で作品をいくつも残したことに対しても複雑な気持ちを抱いていたであろう。しかし、修業時代、独立後を通じて、和平は師匠・寅吉にとってはかけがえのない助手として献身的に仕事をした。

### 銘をめぐる謎
「小林和平」という銘が刻まれた作品でいちばん古いものは、沢田村（現石川町沢井）村社八幡神社裏にひっそりと置かれた小さな石の社である。1902年（明治35年）12月となっていて、和平はこのとき21歳。しかし、和平の銘が彫られた作品は、その後、大正期に入るまで見あたらない。1902年（明治35年）は、師匠・寅吉が、雲照寺（栃木県）に長期間住み込みで、准提観音像という大作を彫っていた時期にあたる。師匠の留守中に依頼された作品に、まだ修業中の和平が勝手に銘を彫ったことで、師匠から厳しく叱責されたと思われる。
一方で、自分より実力が下だと見ていた兄弟子の亀之助は、寅吉の実子であり、布行という名前をもらい、寅吉と連名で作品を彫っていた。そのことに対する意地で、和平は、修業があけて独立した後も、師匠・寅吉が生きているうちは二度と自分の名前を彫らなかったと思われる。
厳しい師弟関係が最後に和らいだと思わせる作品が、長福院（石川町）の毘沙門天像である。この像の銘は「福貴作 小松孝布」となっている。なぜ「布孝」を逆にした「孝布」と刻まれているのか。住職の話によれば、この頃、年老いた寅吉に代わり、和平がほとんどの作業をしていたらしい。年老いた寅吉が、長年自分のために尽くしてくれた愛弟子の和平に、自分の名前を逆にした「孝布」を与えたかったのではないかと想像できる。
これに対して、和平は、毘沙門天像の随身として仁王像2体を彫っているが、その銘は「和東斎剣石」となっている。後にも先にも、「和東斎剣石」という銘が彫られているのはこの仁王像だけである。愛弟子との間にあった長年の確執をといてからこの世を去りたいと思い、「小松孝布と名乗ってよいぞ」と言った師匠に対して、弟子は最後の意地と師匠への畏敬の念を込めて「いや、俺は俺流にやりますよ」と、頓知を効かせて返答した様子がうかがえる。このとき、寅吉は69歳、和平は31歳だった。
この2年後の1915年（大正4年）2月22日に、小松寅吉は71歳で没した。

### 後継者
息子二人と娘一人、3人の子供全員に夭逝された和平は、妻の姪が結婚すると、その夫・實を養子に迎え、生まれた孫たちに石工修業をさせた。
實の息子3人のうち2人が和平に弟子入りし、石工を継いだが、その後が続かず、小林家の石工業は途絶えた。小松家も、寅吉の息子・亀之助布行以後が続かず、石工業を廃業した。こうして、高遠藩から福島に住み着いた石工・小松理兵衛（寅吉の師匠。寅吉は小松家に養子入りした）から3代続いた石工の物語は、戦後に幕を閉じる。
戦後は手彫りで狛犬を制作する石工は激減し、現在は新規に奉納される狛犬のほとんどが中国製である。小松家、小林家だけでなく、日本全体で、手彫りの石像彫刻芸術を生み出す環境が途絶えたと言える。

## 作品
| 建立年       | 作品                         | 所在地                     | 備考 |
| ------------ | ---------------------------- | -------------------------- | --- |
| 1902年12月   | 八幡神社裏の末社 石の社      | 福島県石川郡石川町沢田地区 | 和平の銘が見られる最初の作品。師匠が雲照寺に長期出張して大作・准提観音を彫っていた時期にあたり、おそらく師匠に内緒で銘を入れてしまったものと思われる。その後、長い期間、和平の銘が刻まれた作品はない。                                     |
| 1908年旧8月  | 八幡神社の先代狛犬           | 福島県西白河郡矢吹町中畑   | 飛翔獅子型。この作品は明らかに寅吉工房のものと思われるが、作者銘がない。極めて高度な技術に裏打ちされた端正な造りで、和平の若いときの仕事をうかがわせる。後に、吽像が台座から落ちて壊れたため、孫の登を指導しながら吽像だけ造り直している。 |
| 1913年3月    | 長福院の毘沙門天像           | 福島県石川郡石川町沢井     | 銘は「福貴作 小松孝布」。親方を手伝って、大半は和平が彫っていたと思われる。随身の仁王像一対も和平の作だが、銘は「和東斎剣石」となっている。寅吉69歳。和平31歳。                                                                            |
| 1923年9月    | 八幡神社の灯籠               | 福島県西白河郡矢吹町中畑   | |
| 1926年       | 善通寺墓地の地蔵菩薩像       | 福島県西白河郡中島村滑津   | |
| 1927年       | 沢井八幡神社裏の尾珠狐       | 福島県石川郡石川町沢井     | |
| 1930年       | 石都々古和気神社の狛犬       | 福島県石川郡石川町         | 飛翔獅子型。石川町指定文化財。 |
| 1930年1月    | 石都々古別神社の狛犬         | 福島県石川郡石川町         | |
| 1930年7月    | 稲荷神社社殿と尾珠狐         | 福島県石川郡石川町         | |
| 1931年6月    | 保土原神社の狛犬             | 福島県須賀川市             | |
| 1932年10月   | 古殿八幡神社の狛犬           | 福島県石川郡古殿町山上古殿 | 「満州事変皇軍戦捷記念」。 |
| 1933年9月    | 羽黒神社の狛犬               | 福島県西白河郡中島村滑津   | |
| 1934年9月    | 鐘鋳神社の狛犬               | 福島県東白川郡棚倉町一色   | 奉納者の中には妻・ナカの父親の名もある。 |
| 1935年11月   | 小野公園の仁王像             | 福島県石川郡石川町         | |
| 1938年1月    | 石都々古別神社の五重塔       | 福島県石川郡石川町         | |
| 1938年       | 王子八幡神社の泉重左衛門像   | 福島県石川郡石川町         | 玉垣、石組みは弟子の遠藤秀一。 |
| 1938年       | 東禅寺の地蔵菩薩像           | 福島県石川郡古殿町山上     | |
| 1939年旧正月 | 王子八幡神社の狛犬           | 福島県石川郡石川町         | 弟子の遠藤秀一と合作。「戌亥会初老記念」。 |
| 1939年1月    | 石都々古和気神社御仮屋の狛犬 | 福島県石川郡石川町         | 台座製作の大竹俊吉と連名。「戌亥会初老記念」。 |
| 1940年       | 管布称神社の大黒像           | 福島県石川郡古殿町         | |
| 1940年10月   | 羽黒神社の馬                 | 福島県西白河郡中島村       | |
| 1944年1月    | 羽黒神社の灯籠               | 福島県西白河郡中島村       | |
| 1947年11月   | 赤羽八幡神社の狛犬           | 福島県石川郡石川町         | |
| 1952年       | 法性寺の子安観音像           | 福島県石川郡平田村小平     | |
| 1961年4月3日 | 川辺八幡神社の狛犬           | 福島県石川郡玉川村川辺     | 阿像のみ。和平名での最後の狛犬。 |
| 1963年12月   | 八幡神社の狛犬               | 福島県西白河郡矢吹町中畑   | 吽像のみ。孫の小林登が作成するのを指導。銘は小林登。 |